# Gruppo Pittini
Il Gruppo Pittini è un produttore di acciai lunghi per l’edilizia e l’industria meccanica con sede a Osoppo in provincia di Udine.

## Società Controllate
- Ferriere Nord SpA
- Siderpotenza SpA
- Acciaierie di Verona SpA
- SIAT SpA - Società Italiana Acciai Trafilati
- La Veneta Reti Srl
- BSTG, Drahtwaren Produktions- und Handels-GmbH
- Kovinar doo